# Гродовка
Гро́довка — посёлок в Покровском районе Донецкой области Украины, на истоке реки Казённый Торец (бассейн Дона). В Гродовке зародилась добыча угля около Покровска. На данный момент посёлок оккупирован.

## Население
Гродовка образует агломерацию с населением 10850 чел, где в самой Гродовке проживает 2628 человек.
В 1959 году население составляло 5966 жителей, в 1970 году — 3740 жителей, 1979 год — 3322 жителя, в 1989 году — 3206 жителей.
По состоянию на 1 января 2013 года численность населения составляла 2598 человек.

## История
Гродовка основана в 1770-х годах в Екатеринославской губернии. Первыми поселенцами были беглые крепостные крестьяне. 
Краевед Феодосий Макаревский так описывает возникновение Гродовки: «В обширнейших, роскошных и богатых, степях между Торцом и Солоненькой часто проживали запорожцы и „грели животы свои“. В 1750 году балка Холодная, в нынешнем Гродовском приходе, значится уже в числе населенных местностей запорожского казачества. По уничтожению, в 1775 году, последнее Сечи запорожской, жившие в балке Холодной запорожцы, согласно видам и желанию Азовского губернатора Черткова, со всех сторон начали стягивать к себе на жительство семейный народ. В 1788 году в казенной государственной слободе Гродовке постоянных жителей поселян малороссийской нации, было обоего пола свыше восьми сот душ».
В начале XX века являлась селом Бахмутского уезда Екатеринославской губернии, численность населения составляла 5700 человек.
27 октября 1938 года Гродовка получила статус посёлка городского типа.
18 августа 2024 года были отмечены наступательные действия ВС РФ в близи Гродовки. В сентябре штурмы продолжились. 7 октября 2024 года Министерство обороны РФ заявило о захвате населённого пункта. Визуального контроля полного захвата поселка на тот момент не было. 21 октября 2024 года Институт изучения войны подтвердил захват посёлка силами РФ.

## Шахты Гродовки
Гродовка известна угледобывающими предприятиями, функционировавшими с середины XIX, которые считают первенцами добычи угля в окрестностях Покровска. 
Вероятно первой была шахта Мазурка, названная по фамилии ее владельца. Шахта находилась в западной части бывшего колхозного двора в Гродовке.
Ведомость № 9 о количестве минерального топлива, отправленных со станций Курско-Харьковско-Севастопольской, Юго-Восточной и Екатерининской железных дорог, свидетельствует о начале добычи угля в Гродовке в середине XIX века указывают именно на крестьянские прииски, – в том числе это касается разрабатываемого крестьянами Гродовского крестьянского рудника. Согласно данным «Военно-статистического обзора Российской империи» (СПб., 1850), в середине XIX века разработка угля проводилась в деревне Гродовка «в вершинах реки Казенный Торец». Мелкими «шурфиками» разрабатывался пласт угля мощностью около 0,6 м. Братья Носовые так описывали этот «рудник»: «На левом боку р. Казенного Торца, возле с. Гродовки, в пропасти, близ колодца лесничего, найдены 3 пропластка каменного угля… в глинистом сланце, наиболее мощный из них разрабатывается крестьянами на выходе». По состоянию на 1862 год, в районе Гродовки указаны уже два места угледобычи: « Река Казенный Торец. На реке Журавке, впадающей в Казенный Торец, возле казенного поселка Гродовка – 1 фут 9 дюймов; там же, в Сухом Яру – 1 фут 2 дюйма » (соответственно, около 50 и 35 см).
В 1943-1945 годах в районе шахты № 5-6 им. Г.Димитрова были открыты 2 небольшие шахты «Гродовские-Южные».

## Экономика
Имелся кирпичный завод и мельничный комбинат.

## Транспорт
Находится в 5 км от станции Донецкой железной дороги «Гродовка» (на линии Покровск — Ясиноватая).
Пригородный маршрут № 23т Покровск-Гродовка.

## Памятники
- памятник погибшим воинам[14][15]
- памятный крест жертвам Голодомора, установлен на кладбище Гродовки 23 ноября 2007 года[16][17].

## Известные люди
- Александров, Никита Алексеевич — Герой Советского Союза.